# Otto Schenk (Admiral)
Otto Schenk (* 17. Februar 1891; † 1972) war ein deutscher Vizeadmiral der Kriegsmarine.

## Leben
Otto Schenk trat am 1. April 1910 in die Kaiserliche Marine ein. Nachdem er auf der Moltke gedient hatte, war er als Leutnant zur See (Beförderung am 27. September 1913) von Oktober 1913 bis März 1915 Wachoffizier auf der Dresden. Mit dem Schiff wurde er in Chile interniert. Er flüchtete von dort. Seine Flucht dauerte von November 1916 bis Juni 1917. Mit RDA vom 25. Juni 1917 wurde er zum Oberleutnant zur See ernannt. Anschließend war er bis November 1917 bei der Torpedo-Schul-Halbflottille. Als Wachoffizier wurde er bis Juli 1918 erst auf dem Torpedoboot V 100 und später auf G 103 eingesetzt. Bis Kriegsende war er Kommandant von V 1, V 2, V 6 und G 7.
Nach dem Krieg wurde er in die Reichsmarine übernommen und hier am 1. Januar 1921 Kapitänleutnant. Vom 26. September 1927 bis 15. Januar 1930 war er erst Navigationsoffizier und dann Erster Offizier auf der Amazone. Am 1. Dezember 1928 wurde er Korvettenkapitän. Mit der Indienststellung der Köln am 15. Januar 1930 wurde er dort Erster Offizier. Am 29. September 1930 kam er zur Marinewerft nach Wilhelmshaven. 1931 war er Kommandant der I. Marineartillerieabteilung der Streitkräfte zur Küstenverteidigung in Kiel.
Vom 30. September 1935 bis Oktober 1937 war er Kommandant der Leipzig. In dieser Position wurde er am 1. Januar 1936 zum Kapitän zur See befördert und kommandierte die Leipzig zwischen Sommer 1936 und Frühjahr 1937 im Spanischen Bürgerkrieg, wobei sie im Golf von Biskaya bei schwerer See Schäden davontrug. Im gleichen Jahr wurde er Chef der Zentralabteilung der Marinewerft Wilhelmshaven.
Als Konteradmiral (Beförderung am 1. Januar 1940) war er vom 1. Januar 1940 bis 18. März 1940 Küstenbefehlshaber Pommern und von der Aufstellung im April bis zur Auflösung der Dienststelle im August 1940 einziger Admiral der norwegischen Südküste. Anschließend war er bis September 1942 Admiral der norwegischen Polarküste. Am 5. Februar 1942 wurde er mit dem Deutschen Kreuz in Gold ausgezeichnet. Als Vizeadmiral war er von Oktober 1942 bis Januar 1945 Chef des Erprobungskommandos für Kriegsschiffneubauten.